# Griggstown
Griggstown es un lugar designado por el censo ubicado en el condado de Somerset en el estado estadounidense de Nueva Jersey. En el año 2010 tenía una población de 819 habitantes.

## Geografía
Griggstown se encuentra ubicado en las coordenadas 40°26′16″N 74°36′48″O / 40.43778, -74.61333.